# Henri Cain

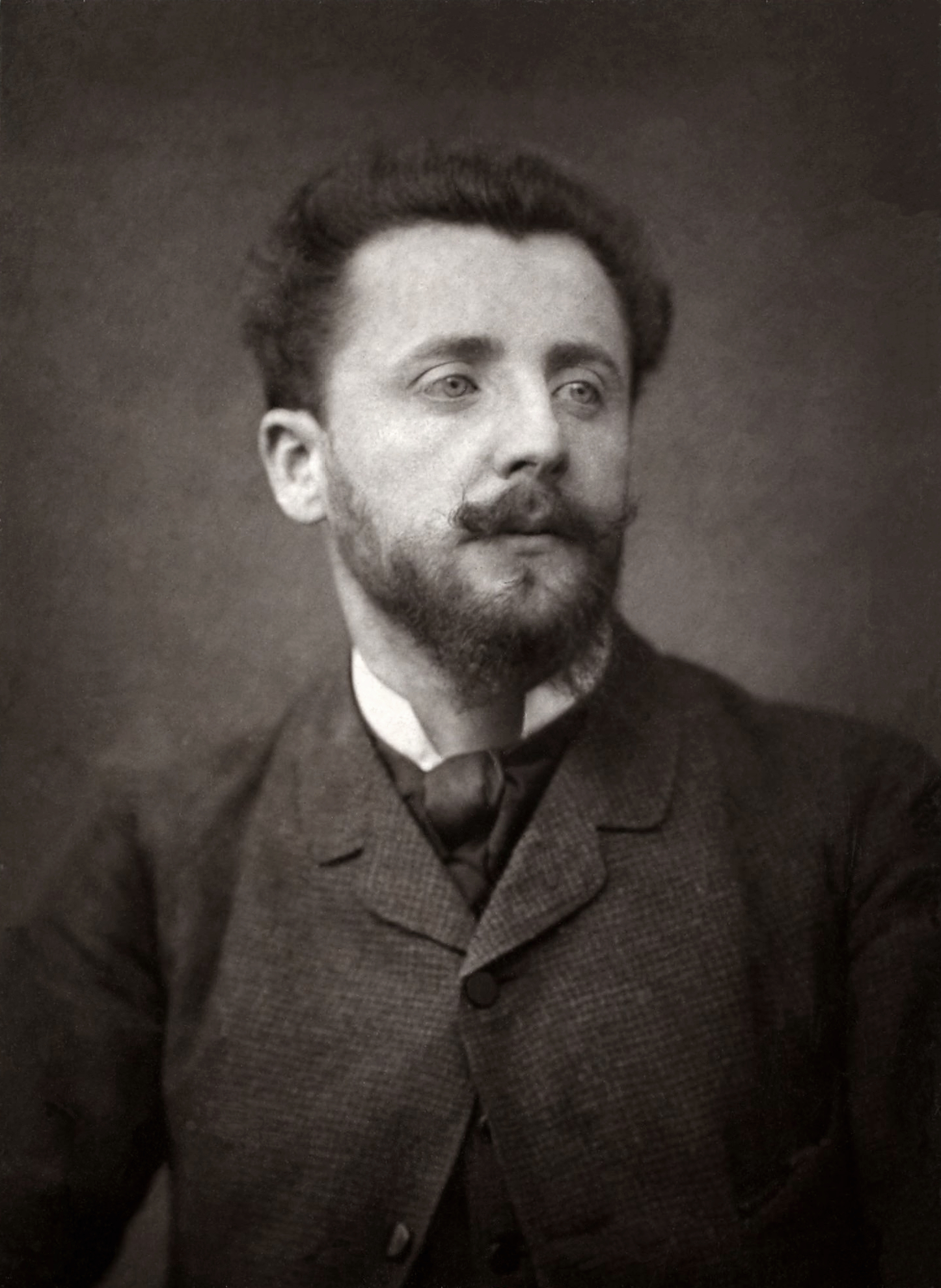
Henri Cain, 1882

Henri Cain, född 11 oktober 1857 och död 21 november 1937, var en fransk målare och dramatisk författare, son till Auguste Nicolas Cain och bror till Georges Cain
Cain var länrjunge till Jean-Paul Laurens och Édouard Detaille, har främst målat historiska bilder i broderns stil, senare i en mer realistisk stil. Henri Cain var på sin tid även en uppskattad porträttör.